# Hynobiinae
Hynobiinae – podrodzina płazów ogoniastych z rodziny kątozębnych (Hynobiidae).

## Zasięg występowania
Od Kamczatki przez Syberię do wschodniej europejskiej części Rosji, Turkmenistanu, Afganistanu i Iranu, na wschód do Korei, Japonii i Chin.

## Systematyka
Do podrodziny należą następujące rodzaje:
- Batrachuperus Boulenger, 1878
- Hynobius Tschudi, 1838
- Liua Zhao & Hu, 1983
- Pachyhynobius Fei, Qu & Wu, 1983 – jedynym przedstawicielem jest Pachyhynobius shangchengensis Fei, Qu & Wu, 1983
- Paradactylodon Risch, 1984
- Pseudohynobius Fei & Yang, 1983
- Ranodon Kessler, 1866 – jedynym przedstawicielem jest Ranodon sibiricus Kessler, 1866 – żaboząb ałatauski[12]
- Salamandrella Dybowski, 1870

oraz jeden gatunek o nieustalonej przynależności rodzajowej:
- „Hynobius” turkestanicus Nikolskii, 1910